# 1980-ті в музиці

## 1980
|  |

### Події
- Стрімкий ріст популярності поп-музики завдяки таким виконавцям як Майкл Джексон і Мадонна
- У США стає популярним напрямок пост-панк

### Народились
Марина Ребека ― латвійська оперна співачка (сопрано).

### Твори
- Альфред Шнітке — симфонія № 2
- Кшиштоф Пендерецький — симфонія № 2

музичні альбоми: див. Категорія:Музичні альбоми 1980
- Коли випустили 8 листопада альбом Ace of Spades - то він же отримав статус золотого, посівши четверте місце у британському хіт-параді, а також, коли концертний альбом No Sleep 'til Hammersmith (вийшов 27 червня 1981 року) зайняв перше місце через п'ять днів після свого виходу, то гурт Motörhead досяг піку своєї ж популярності на початку 1980-х років. Ці ж альбоми поряд з альбомами, що вийшли трохи раніше⁣, а саме: Overkill (вийшов 24 березня 1979 року та Bomber (вийшов 27 жовтня 1979 року), закріпили за Motörhead репутацію основного британського хард-рок - колективу свого часу.

### Померли
- Джон Леннон ― ексвокаліст та гітарист гурту "The Beatles".
- Джон Бонем ― барабанщик гурту "Led Zeppelin".
- Бон Скотт — вокаліст групи AC/DC.

## 1981
|  |

### Події
- Пітер Ґебріел, Браян Іно та інші популяризують world music
- Німецькі музиканти з Kraftwerk започатковують напрямок що пізніше буде знаний як Електроніка
- Утворився гурт Metallica
- Утворився рок-гурт !Action Pact!

### Народились
- 31 жовтня — Дмитро Шуров, український співак, піаніст та композитор, засновник гурту Pianoбой.

### Твори
- Альфред Шнітке — симфонія № 3

музичні альбоми: див. Категорія:Музичні альбоми 1981

### Померли
- Білл Еванс, джазовий піаніст

## 1982
|  |

### Події
- Засновано польський рок-гурт Kult

### Народились
- Артем Шинкар — мультиінструменталіст та вокаліст, єден з засновників колективу «Kroda»
- Кімберлі Ваятт — американська співачка

### Твори
- Софія Губайдуліна — «Сім слів Христа»
- Валентин Сильвестров — Симфонія № 5
- Іван Карабиць — балет «Героїчна симфонія»

музичні альбоми: див. Категорія:Музичні альбоми 1982
- Майкл Джексон — альбом Thriller

### Померли
- Телоніус Монк, американський джазмен

## 1983
|  |

### Події
- засновано американський гурт «Abecedarians»;
- засновано російський гурт «Мумій Тролль»;

### Твори
- Вітольд Лютославський — симфонія № 3

музичні альбоми: див. Категорія:Музичні альбоми 1983
- R.E.M — альбом Murmur

### Померли
- Анатолій Кос-Анатольський, український композитор

## 1984
|  |

### Твори
- Альфред Шнітке — симфонія № 4, Концерт для скрипки з оркестром № 4
- Валентин Сильвестров — «Постлюдія», для фортепіано та оркестру

музичні альбоми: див. Категорія:Музичні альбоми 1984

## 1985
|  |

### Твори
- Вітольд Лютославський — Łańcuch II

музичні альбоми: див. Категорія:Музичні альбоми 1985

### Померли
- Еміль Гілельс, радянський піаніст

## 1986
|  |

### Події
- Засновано гурт «Front Line Assembly»

### Твори
- Вітольд Лютославський — Łańcuch III

музичні альбоми: див. Категорія:Музичні альбоми 1986

### Померли
- Бенні Гудмен, американський джазмен

## 1987
|  |

### Події
- Поява першого альбому блек-металу — «Under the Sign of the Black Mark»

### Твори
музичні альбоми: див. Категорія:Музичні альбоми 1987

### Померли
- Костянтин Арсенович Симеонов, радянський диригент

## 1988
|  |

### Події
- Індастріал входить до мейнстріму завдяки таким групам як Ministry, Skinny Puppy, Front 242 та ін.
- Засновано гурт «Deftones»
- Засновано гурт «Massive Attack»

### Народились
- Маркета Ірглова — чесько-ісландська співачка, авторка пісень, музикантка й акторка.

### Твори
- Вітольд Лютославський — концерт для фортепіано з оркестром
- Альфред Шнітке — симфонія № 5

музичні альбоми: див. Категорія:Музичні альбоми 1988

### Померли
- Мравінський Євген Олександрович, радянський диригент

## 1989
|  |

Завдяки зусиллям Івана Карабиці був започаткований перший у Києві міжнародний фестиваль сучасної академічної музики КиївМузикФест

### Події
- У Києві відбувся перший фестиваль КиївМузикФест (музичний директор фестивалю — Іван Карабиць)

### Народились
Том і Білл Кауліц- брати-близнюки (група «Tokio Hotel»)

### Твори
музичні альбоми: див. Категорія:Музичні альбоми 1989

### Померли
- Платон Майборода, український радянський композитор